# Pergam

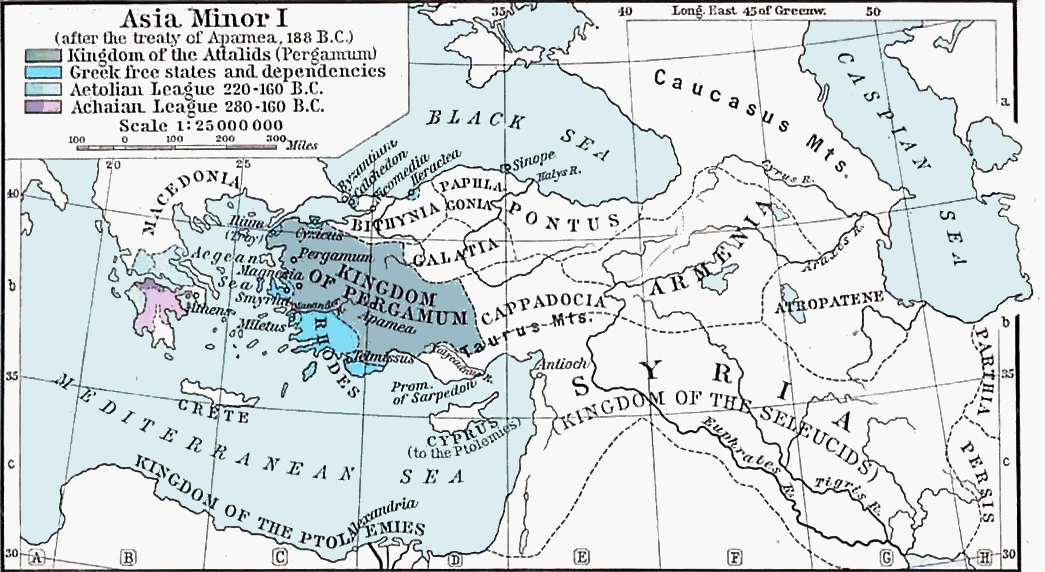
Regatul Pergamului la maxima sa extindere teritorială, 188 î.Hr.

Pergam (Pergamon sau Pergamum, în greacă τὸ Πέργαμον sau ἡ Πέργαμος) a fost un oraș antic grecesc situat în regiunea Eolia aflată în Turcia din zilele noastre, la 26 km de Marea Egee, pe un promontoriu din partea de nord a râului Caicus (acum Bakırçay). Orașul a devenit capitala Regatului Pergam în timpul perioadei elenistice sub conducerea dinastiei Attalide, 281-133 î.Hr.. Pergam este citat în cartea Apocalipsei ca fiind unul dintre cele șapte biserici din Asia. În prezent, siturile arheologice principale ale anticului Pergam se găsesc în nordul și vestul orașului modern Bergama.
Aici a fost inventat pergamentul, a cărui denumire provine de la numele orașului.

## Edificii
În prezent, pot fi observate ruinele unor edificii antice, printre care: 
- Teatrul elen, cu o capacitate de 10.000 spectatori;
- Sanctuarul lui Traian;
- Sanctuarul Zeiței Athena;
- Palatele regale;
- Altarele regilor din Pergam, unde regii Attalus I and Eumenes II, cu precădere, erau venerați;
- Templul lui Dionisos;
- Agora (Piața) din nordul orașului;
- Complexul de terme (băi romane);
- Templul lui Demeter;
- Sanctuarul zeiței Hera;
- Poarta lui Eumenes;
- Via Tecta sau Drumul Sfânt, strada care conducea către Templul lui Asclepios;

### Biblioteca din Pergam
Biblioteca din Pergam, situată pe Acropole, a fost doua bibliotecă din Grecia antică. Este cunoscută mai ales datorită faptului că, odată cu sistarea exportului de papirus de către Dinastia Ptolemeilor, în mare parte datorită rezervei limitate și a luptei economice, slujitorii Bibliotecii din Pergamon au inventat o materie nouă pentru codice, numită pergaminus sau pergamena, după numele orașului. Aceasta era realizată din piele fină de vițel, fiind un predecesor al calcului. Se mai spunea că biblioteca număra 200.000 volume, dăruite mai târziu Cleopatrei de către Marcus Antonius, ca un dar de nuntă.

### Sanctuarul lui Asclepios
Sanctuarul lui Asclepios, situat la 3 km la sud de Acropole, având următoarele coordonate: 39 7' 9" N, 27 9' 56" E). Asclepius mai era cunoscut ca Asclepium, zeul vindecării. Sanctuarul a fost ridicat la finele unui drum sfânt de circa 820 m, unde bolnavii veneau pentru a se scălda în apa Ivorului Sfânt, urmând apoi a-l visa pe Asclepius, care le trimitea o viziune, menită să-i învețe cum sa-și vindece boala.

### Templul zeiței egiptene Isis
Templul zeiței egiptene Isis și/ sau Serapis, cunoscută astăzi drept „Basilica Roșie” (în turcă ¨Kızıl Avlu¨), situat la circa 1 km la sud de Acropole, având coordonatele: 39 7' 19" N, 27 11' 1" E. În anul 92 d.Hr., în acest templu a murit Sfântul Antipa, primul arhiepiscop al  Pergamului, numit din porunca Sfântului Ioan, unul dintre cei 12 apostoli. El a căzuta victimă a unei încleștări timpurii dintre adoratorii zeiței Serapis și primii creștini. Potrivit legendei, o mulțime furioasă l-a ars de viu pe Sfântul Antipa, înăuntrul unui taur în flăcări, reprezentându-l pe zeul taur Apis.
În primul secol d.Hr., biserica creștina din Pergam, adăpostită în interiorul clădirii principale a Basilicii Roșii, a fost una dintre Cele Șapte Biserici descrise în Apocalipsa 2:12. Curtea interioară este în continuare susținută de către podul din Pergam, cel mai lung pod din antichitate, măsurand 193 m.

## Legături externe
- Rosa Valderrama, "Pergamum": brief history
- Photographic tour of old and new Pergamon, including the museum
- The Theatre at Pergamon. The Ancient Theatre Archive. Theatre specifications and virtual reality tour of theatre
- 3D-visualization and photos of Pergamon